# 崔林 (1927年)
崔林（1927年—1992年），男，朝鲜族，吉林珲春人。中华人民共和国政治人物，吉林省人大常委会原副主任（1985年6月－1992年10月）。

## 生平
1947年加入中国共产党。曾任吉林军区分区政治部干事、吉林军区独立团直属大队教导员。1949年10月中华人民共和国成立后，历任青年团延边地委副书记，共青团吉林省委副书记，吉林省冶金工业局党组书记、局长（1977年11月－1982年7月），延边朝鲜族自治州委第二书记、州长，吉林省第六和第七届人大常委会副主任等职。1992年10月任内逝世。

## 事迹
1989年5月9日，崔林见义勇为，擒获流氓分子。他的事迹在长春市传开。